# Fagerstrand
Fagerstrand là một làng nằm ở Na Uy.